# 九怨
『九怨』（くおん）は、2004年4月1日にフロム・ソフトウェアから発売されたPlayStation 2用アクションゲーム。平安時代の陰陽師をテーマに扱っている。同年12月に北米でも「Kuon」のタイトルで発売された。

## 概要
主人公2人が、それぞれの目的のもと、魑魅魍魎の蔓延る藤原頼近の屋敷を訪れる。本作の目的は、この屋敷の謎を2人の主人公を使って究明することである。

## ストーリー
平安京では、情念が、鬼や物の怪などに姿を変えて夜を支配すると忌み嫌っていた。そんな中、蘆屋道満は陰陽師として世に名を馳せる。ある日、道満のもとに、「とある奇妙な屋敷を訪れ、その謎を解き明かしてくれ」という手紙が届いた。その屋敷に足を踏み知れた者は二度と戻ってこないという。それぞれの事情で咲耶と浮月が向かうが、屋敷内には思いもよらない恐怖が待っていた。

## ゲームの進行
プレイヤーは陰陽術を使うキャラクターとなり、敵の徘徊する屋敷内で呪符（式神）の力を駆使して目標を遂行してゆく。プレイヤーはまず「陰の章」の主人公となり、そのクリア後に「陽の章」へと続いてゆく。「"陰"と"陽"の章」をクリアすると、「九怨の章」が始まる。実際のゲーム画面は第三者視点のアクションゲームで、ステージの各所に配置されたセーブポイントで進行状態を保存する。保存には有限数のアイテムが必要な使用で、システム全体に『バイオハザード』との、ストーリーの一部には他社の『零 紅い蝶』との共通点が散見される。隠しキャラを含めて複数の主人公が存在するが、呪符の力で敵を撃退するプレイスタイルは共通している。

## 登場人物

### 操作可能なキャラクター
咲耶（さくや）
声：浅野るり
「陽の章」の主人公。代々陰陽師の家系である賀茂家に生まれ、本人もその才能に恵まれる。しかし女性であることを理由に、陰陽師を継ぐことを家族に反対され、蘆屋道満の弟子となった。若く強い意志を持つ女性であり、心優しい性格。戦闘では符(呪符・式符)を中心に扇も使う。なお彼女の出身である賀茂氏は実在の陰陽師の家系として知られている。詳しくは賀茂朝臣氏を参照。
浮月（うづき）
声：久川綾
「陰の章」の主人公。姉妹揃って着ている赤い服が印象的。手紙を残して消息を絶った父を捜すために頼近の屋敷を訪れるが、それまでは外の世界に出たことが無かった。かつて姉に怪我を負わせたことに罪悪感を抱いており、姉の面倒を見ている。だが、いつかは自由になりたいとも考えている。戦闘では符(呪符・式符)以外に小刀を使うが、攻撃範囲は狭い。
安部晴明（あべのせいめい）
声：米本千珠
稀代の陰陽師で、驚異的な呪術力を持つ。冷静で自信家。藤原頼近邸の惨禍を収めるべく、弟子を伴い登場。本作では聡明な女性キャラクターとして扱われている。最終章の「九怨の章」で使用可能。歴史上実在の人物。

### 重要人物
暮葉（くれは）
声：高森奈緒
浮月の姉。痩せ細っていることを除けば平安時代の貴族の女性を思わせるような風貌（髪形や眉の形）をしている。病弱で、妹と同様山奥の神社に籠りきりである。健康な妹を妬ましく思いつつも、深い愛情を抱いている。陰の章で最初に浮月と共に屋敷を訪れるが、何かに引き寄せられるかのように屋敷の奥へと姿を消してしまう。
蘆屋道満（あしやどうまん）
声：有本欽隆
咲耶たちの師であり、浮月と暮葉の父。稀代の民間陰陽師として名を馳せる。歴史上実在の人物。

### その他のキャラクター
道戒（どうかい）
道満の一番弟子の陰陽師で他の弟子達と屋敷に乗り込む。道満とは師弟と言うより同志に近く、魑魅魍魎について独自の美学と見識を持つ。
道涼（どうりょう）
端正な顔立ちと落ち着いた雰囲気を持つ陰陽師。弟弟子に当たる咲耶らに兄弟子らしい援助をしてやらなければと思っている。女性に弱く、むらっ気がある。
道珍（どうちん）
咲耶とは同列の小柄な陰陽師。意識の高さに反比例して、能力的に未熟で臆病な性格の持ち主。

## 参考資料
- PS2「九怨 -kuon-」魍魎が棲む日本屋敷を探索する怪談アクション(2011年2月23日閲覧)。